# Зотов, Николай Иванович
Зотов Николай Иванович (1917—1993) — советский военнослужащий, участник Великой Отечественной войны, кавалер трёх орденов Славы, командир расчета 76-мм пушки 48-го гвардейского кавалерийского полка (13-я гвардейская кавалерийская дивизия, 13-я армия, 2-й Украинский фронт) гвардии старший сержант.

## Биография
Родился 4 декабря 1917 года в деревне Старая Кульметьевка, ныне Тетюшского района Республики Татарстан, в семье крестьянина. Русский. В 1938 году окончил Тетюшский зоотехнический техникум. Работал зоотехником по коневодству в Алексеевском районе Татарии.
В сентябре 1939 года был призван в Красную Армию Билярским райвоенкоматом. Службу проходил на кавалерийских частях, на Дальнем Востоке. В боях Великой Отечественной войны с августа 1942 года. Воевал на Центральном, 1-м и 2-м Украинских фронтах. Почти весь боевой путь прошел в составе 48-го гвардейского кавалерийского полка 13-й гвардейской кавалерийской дивизии, был наводчиком, командир расчета 76-мм пушки.
В августе-октябре 1943-го 13-я гвардейская кавалерийская дивизия, в которой воевал гвардии старший сержант Зотов, в составе войск Западного фронта участвовала в Спас-Деменской, Ельнинско-Дорогобужской и Смоленско-Рославльской операциях. 3 сентября 1943 года, в боях за переправу через реку Десна, гвардии старший сержант со своим расчетом подвил 3 пулемётные точки, чем обеспечила переправу 4-го эскадрона. За это бой получил первую боевую награду — медаль «За боевые заслуги».
В ходе освобождения Правобережной Украины дивизия успешно действовала в Ровно-Луцкой операции 1-го Украинского фронта и за отличия в боях по освобождению города Ровно. В марте 1944 года Зотов вступил в ВКП(б)/КПСС.
30 января 1944 года в бою за село Олыка (Киверцовский район Волынской области Украины) гвардии старший сержант Зотов, командуя бойцами, из орудия разбил 3 автомобиля, уничтожил и рассеял свыше взвода пехоты противника, чем сорвал контратаку врага. 1 февраля 1944 года в бою за село Иване (2 км севернее города Дубно Ровенской области Украины) огнём орудия рассеял вражеский обоз с боеприпасами и продовольствием.
Приказом по частям 13-й гвардейской кавалерийской дивизии (№ 8/н) от 18 февраля 1944 года гвардии старший сержант Зотов Николай Иванович награждён орденом Славы 3 степени.
30 марта 1944 года в боях за хутор Гаи Дубецкие (Бродовский район Львовской области Украины) гвардии старший сержант Зотов при отражении контратак пехоты и танков противника прямой наводкой поджег танк, 2 бронетранспортера, 2 автомобиля и истребил свыше 50 вражеских солдат.
Приказом по войскам 13-й армии (№ 163/н) от 29 июля 1944 года гвардии старший сержант Зотов Николай Иванович награждён орденом Славы 2-й степени.
В начале сентября 1944 года 13-я гвардейская кавалерийская дивизия в составе корпуса была передана во 2-й Украинский фронт и включена в состав 1-й (с января 1945 г. 1-й гвардейской) конно-механизированной группы И. С. Плиева. В ходе Дебреценской операции особо отличился гвардии старший сержант Зотов.
5 октября 1944 года в бою под городом Добоз в 10 км северо-восточнее города Бекешчабе (Венгрия) он вместе с расчетом подбил 2 автомобиля с боеприпасами, разбил обоз. 6 октября под городом Сегхалом (медье Бекеш, Венгрия) вместе с другими расчетами отразил танковую контратаку, способствовал захвату города. 7 октября, при прорыве обороны противника у города Каба (юго-западнее города Дебрецен, Венгрия), отражая контратаки, из личного оружия поразил более 10 солдат. 8-9 октября, в боях за город Дебрецен из орудия поджег самоходное орудие «Фердинанд», бронемашину и бронетранспортер.
Указом Президиума Верховного Совета СССР от 24 марта 1945 года гвардии старший сержант Зотов Николай Иванович награждён орденом Славы 1-й степени. Стал полным кавалером ордена Славы.
В составе своей части участвовал в боях за освобождение Чехословакии, был уже помощником командира взвода батареи. 29 марта 1945 года в бою за город Нове Замки (Словакия) под огнём противника обеспечил бесперебойное снабжение взвода боеприпасами чем способствовал захвату города. Награждён медалью «За отвагу». В апреле 1945 года, в бою под городом Ланжгот (Южноморавский край, Чехия) был тяжело ранен. День Победы встретил в госпитале. В свою часть вернулся после окончания боев, когда она стояла под городом Прага. В декабре 1945 года гвардии старшина Зотов был демобилизован.
Жил некоторое время в городе Самара, затем вернулся на родину. В родном селе работал зоотехником. В 1950 году был назначен директором Куйбышевского госплемрассадника, работал на других хозяйственных должностях.
Жил в городе Куйбышев (ныне — Болгар) Спасского района Татарстана. Скончался 3 октября 1993 года.
Награждён орденами Октябрьской Революции, Отечественной войны 1-й степени (11.03.1985), Славы 1-й (24.03.1945), 2-й (29.07.1944), 3-й (18.02.1944) степеней, медалями «За отвагу» (07.05.1945) и «За боевые заслуги» (10.10.1943).